# Gemeinden des Kantons Basel-Stadt
Der Kanton Basel-Stadt umfasst drei politische Gemeinden (Stand: Februar 2009), die im Kanton Basel-Stadt offiziell Einwohnergemeinden genannt werden. Hauptort ist die Stadt Basel. Die beiden anderen Gemeinden, Bettingen und Riehen, werden als Landgemeinden bezeichnet.

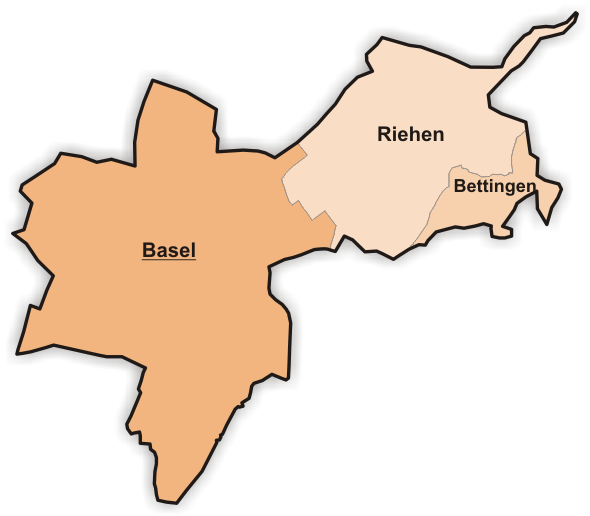
Karte der Einwohnergemeinden des Kantons Basel-Stadt

## Liste der Gemeinden
| Wappen             | Gemeindename       | Einwohner 31. Dezember 2023 | Ausländeranteil in Prozent 31. Dezember 2023 | Fläche in km² | Einwohner pro km² |
| ------------------ | ------------------ | --------------------------- | -------------------------------------------- | ------------- | ----------------- |
| Basel              | Basel              | 176'329                     | 39,5                                         | 23,85         | 7393              |
| Bettingen          | Bettingen          | 1294                        | 25,2                                         | 2,23          | 580               |
| Riehen             | Riehen             | 22'408                      | 29,0                                         | 10,87         | 2061              |
| Kanton Basel-Stadt | Kanton Basel-Stadt | 200'031                     | 38,3                                         | 36,95         | 5414              |

## Veränderungen im Gemeindebestand

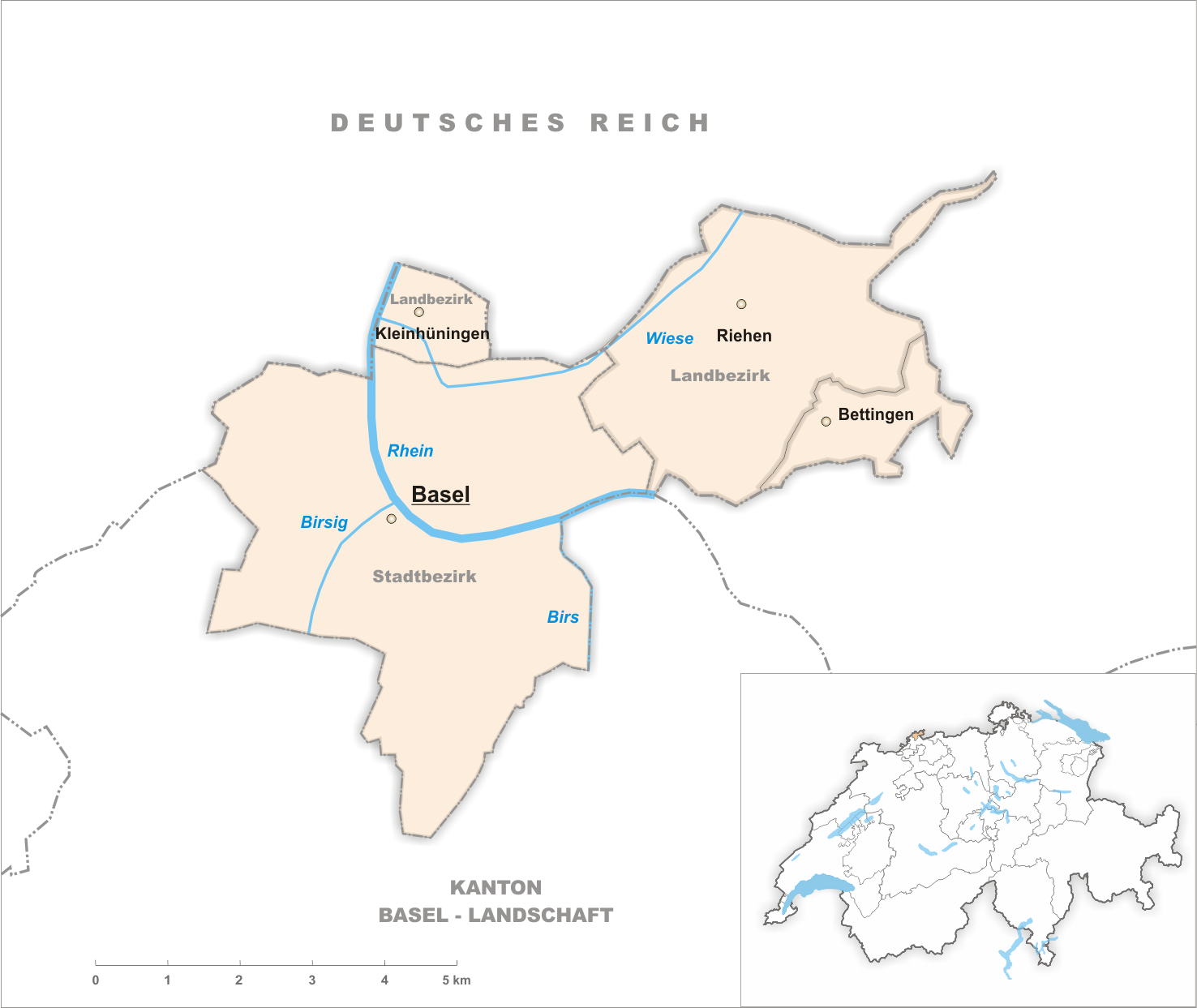
Gemeinden bis 1889
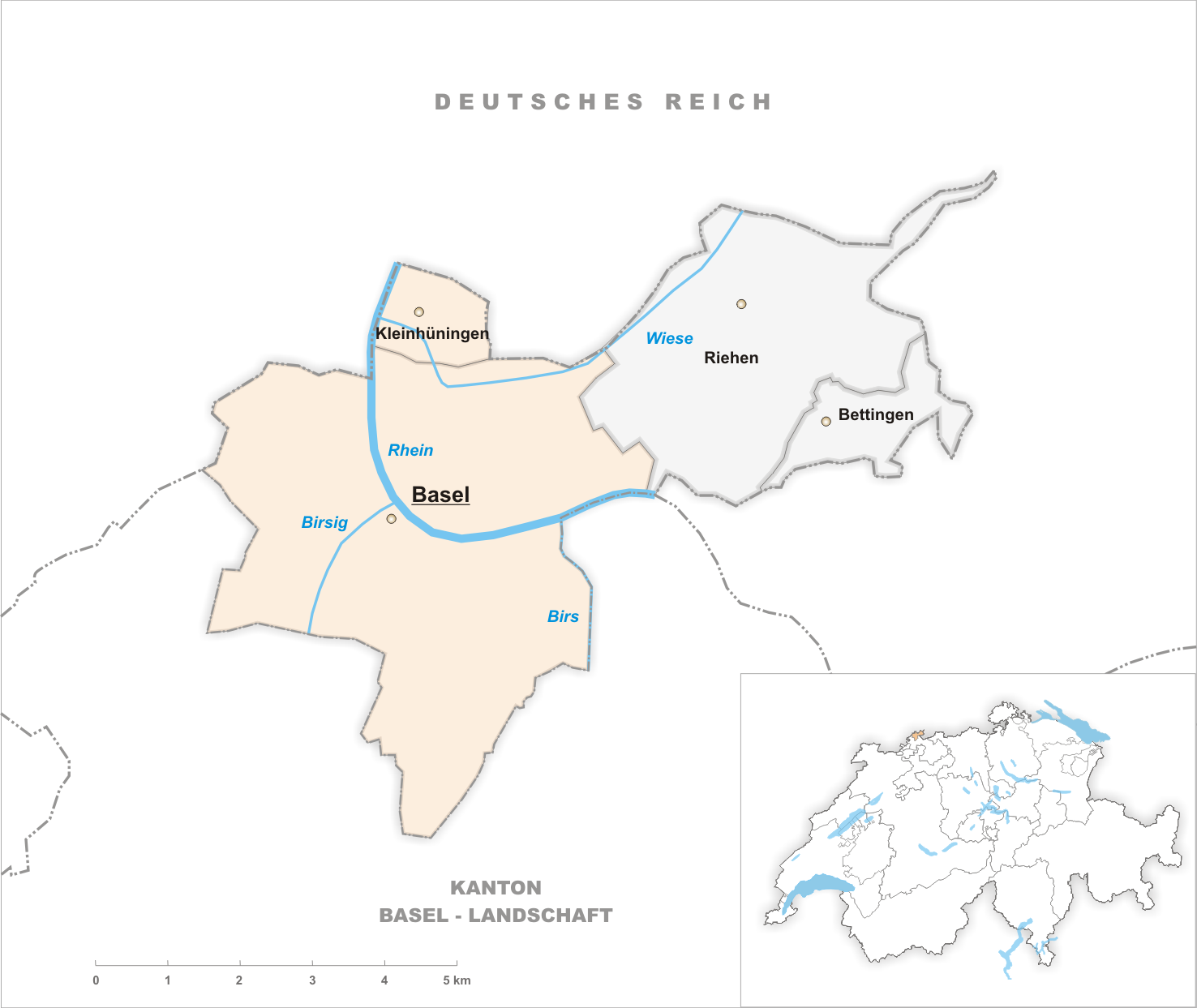
Gemeinden bis 1907

- 1890: Auflösung der beiden Bezirke Stadtbezirk und Landbezirk
- 1908: Fusion Basel und Kleinhüningen → Basel